# Bjarke Nielsen
Bjarke Nielsen (10 februari 1976) is een Deens voormalig wielrenner. Hij reed voor onder meer CSC-Tiscali en Team Fakta. 
Nielsen is actief geweest op de baan, op de weg en in het veld. In 1998 werd hij Deens kampioen op de weg bij de beloften.

## Belangrijkste overwinningen
1998
- Deens kampioen op de weg, beloften
- Ronde van Frans-Baskenland

## Grote rondes
Geen